# Алмаз (крейсер)
«Алма́з» — крейсер Российского императорского флота. Принял участие в Цусимском сражении и стал одним из трёх кораблей, достигших после него Владивостока.
Заложен на Балтийском заводе в Санкт-Петербурге 12 сентября 1902 года. Строитель — корабельный инженер А. И. Моисеев. 2 июня 1903 года спущен на воду. Вступил в строй в ноябре 1903 года.

## История службы
Морской технический комитет планировал построить полноценный крейсер 2-го ранга (типа «Новик» или по проекту адмирала С. О. Макарова), но выяснилось, что нужная документация отсутствует. Поскольку Балтийский завод уже начал подготовку к строительству, было решено вместо боевого корабля заложить «посыльное судно для Тихого океана» (фактически яхту для наместника на Дальнем Востоке адмирала Е. И. Алексеева). Проектирование было поручено недавнему выпускнику Николаевской морской академии И. Г. Бубнову. В 1903 году крейсер успешно прошёл испытания.

### Русско-японская война
В связи с началом Русско-японской войны в 1904 году его вооружили и отправили со 2-й Тихоокеанской эскадрой на театр военных действий. Участвовал в Цусимском сражении, под командованием И. И. Чагина единственный из крейсеров эскадры с боем прорвался во Владивосток, куда пришёл 29 мая 1905 года. В ходе сражения «Алмаз» расстрелял 346 снарядов и сам получил 29 попаданий в надстройки, в экипаже погибли артиллерийский офицер лейтенант Мочалин и 3 матроса, 11 матросов получили ранения. Все офицеры корабля были награждены орденами, 31 нижний чин — знаками отличия Военного ордена Св. Георгия. Вахтенным офицером на «Алмазе» служил Н. П. Саблин.
Летом 1905 года перевооружён во Владивостоке (10 из 12-ти орудий калибра 47-мм заменили на орудия 75-мм, кормовые орудия 75-мм заменили на орудия 120-мм, дополнительное орудие 120-мм установили на полубаке, некоторые орудия были переустановлены на новые места для улучшения секторов обстрела, переделали артиллерийские погреба для увеличения принимаемого на борт боекомплекта и т. д.). После окончания боевых действий, 2 ноября 1905 года ушёл на Балтику. С 1906 года — посыльное судно, c 1908 года — императорская яхта.
В 1911 году после ремонта на Франко-Русском заводе вошёл в состав Черноморского флота. В августе 1912 года «Алмаз» прибыл в Ялту, а затем перешёл в Севастополь. Использовался как флагманское судно начальника Минной дивизии, командующего флотом, а с с 1912 года, после посещения Императором Николаем II и косметического ремонта входил в тройное подчинение — командующего флотом, морского министра и флаг-капитана Императора контр-адмирала К. Д. Нилова, поскольку относился к «Отряду судов императорской охраны». В феврале 1913 года обновлённый «Алмаз» принял участие в мероприятиях, посвящённых 300-летию Дома Романовых и снова был посещён Императором.

### Первая мировая война
В Первую мировую войну вооружён 7-ю 120-мм орудиями, использовался в качестве гидрокрейсера. Когда начались эксперименты по использованию самолётов на кораблях, после "Кагула" и "Памяти Меркурия" для опыта предназначили и яхту "Алмаз". Технология спуска и приёма гидропланов была самой примитивной. Аппарат спускался за борт стрелой и отбуксировывался на безопасное расстояние от корабля катером. Взлёт производился только с поверхности моря (в штилевую погоду). Возвращение производилось в обратном порядке. Самолёты крепились в специальные стойки, фиксировались бамбуковыми шестами с мягкими тампонами на концах. По приходе на базу самолёты снимались с корабля и устанавливались назад только на время похода. Вооружение «Алмаза» составляли две (с 1916 года - четыре) летающие лодки Григоровича М-5.
5 ноября 1914 года в качестве разведчика участвовал в сражении у мыса Сарыч. 28 марта 1915 года участвовал в первой бомбардировке Босфора.
В 1915 году во время бомбардировки Зонгулдака «Алмаз» получил попадание турецкого снаряда с береговой батареи. Пробоина оказалась в районе ватерлинии, однако под неё был заведён пластырь и корабль ушёл на ремонт в Батум, потопив по пути турецкое судно. Всего за годы войны на счёту «Алмаза» 6 потопленных турецких кораблей.
В 1916 году крейсер довооружили, максимально использовав запас прочности корабля. Отныне на корабле было семь 120-мм орудий. 
В сентябре 1917 года передан в качестве посыльного судна в состав Транспортной флотилии Чёрного моря, которая базировалась в Одессе готовясь к десанту на Боспоре, тогда же перешёл в Одессу.

### Гражданская война
В январе 1918 года «Алмаз» принял участие в восстании Румчерода против власти Украинской центральной рады и в установлении в Одессе советской власти. По утверждениям историка С. В. Волкова, который в проблематике белого движения критиковался за тенденциозность, в Одессе осталась память об «Алмазе», матросы которого принимали активное участие в «углублении революции», а сам корабль был превращён в «большевистский застенок» — на нём разместился «Морской военный трибунал». Задержанных офицеров бросали в судовые печи или раздевали на палубе и, обливая водой на морозе, дожидались, пока обречённые не покрывались коркой льда, а затем уже сбрасывали ледяную глыбу в море.
Корабль был «воспет» в одном из вариантов революционной частушки того времени — Яблочко, один из куплетов которой звучал в Одессе 1918 года так:
«Эх, яблочко,

Да куда котишься?

На „Алмаз“ попадёшь

— не воротишься»
Однако служивший на «Алмазе» в должности командира капитан 2-го ранга Б. Г. Андросов (1882—1939), с 1918 года воевавший в рядах Белого движения и в 1920 году ушедший в эмиграцию, ещё с начала 1920-х годов категорически опровергал любые факты расправ на корабле, называя их широко распространёнными по Одессе слухами и сплетнями. По его утверждениям, после установления Советской власти в Одессе пришвартованный в порту «Алмаз» действительно время от времени (не постоянно!) использовался большевиками как место предварительного заключения задержанных офицеров, гайдамаков и иных лиц, включая уголовников, но ни одного расстрела по приговору ревтрибунала и тем более, бессудной казни на борту корабля не было. Арестованные с «Алмаза» либо отправлялись в распоряжение трибунала, либо после разбирательства прибывавшими комиссарами освобождались непосредственно на корабле. Кроме того, Андросов опровергал слухи и об якобы заморозке людей на палубе «Алмаза» и сбрасывании их в море в виде ледяных глыб: по его словам, водолазы позднее обследовали дно одесских гаваней и нашли тела пяти убитых людей (трёх офицеров, одного жандарма и одного неустановленного), все — вблизи мест стоянок других кораблей, у стоянки «Алмаза» трупов найдено не было.
При приближении к Одессе австро-германских войск в марте 1918 года «Алмаз» перешёл в Севастополь, где в мае был захвачен немецкими войсками. После капитуляции Германии перед Антантой «Алмаз» с русской командой на борту формально подчинялся командованию Добровольческой армии, а фактически полностью зависел от командования оккупировавших город французских войск. При этом механизмы корабля были выведены немцами из строя и он не имел хода.
С приближением к городу красных войск в конце апреля 1919 года «Алмаз» оказался брошен на произвол судьбы — буксиров для его перевода в Новороссийск не оказалось. Командир корабля Б. Г. Андросов во избежание захвата красными предложил французам временно принять его и других офицеров корабля на службу, после чего корабль был французами доставлен в Константинополь и там официально передан французскому командованию. Затем корабль передан к британским союзникам, отремонтирован и осенью 1919 года вернулся в Севастополь, где был передан англичанами Белому флоту в качестве вспомогательного крейсера.
В сентябре 1920 совместно с другими судами в сложных погодных условиях и при некотором противодействии грузинских властей была осуществлена эвакуация из Грузии интернированного там отряда казаков генерала Фостикова (командир «Алмаза» капитан 2-го ранга В. А. Григорков руководил операцией).
14 ноября 1920 года в составе Русской эскадры под флагом контр-адмирала Остелецкого ушёл в Стамбул, 10 декабря Бизерту, 29 декабря 1920 был интернирован там французскими властями. После установления дипломатических отношений между Францией и Советской Россией, 29 октября 1924 года был признан собственностью СССР и продан «Рудметаллторгом» на слом французской фирме.
В 1934 году разобран на металл.

## Командиры
- 14.01.1902[9]— 06.06.1905 — капитан 2-го ранга (с 16.08.1903 флигель-адъютант) Чагин, Иван Иванович
- 06.06.1905 — хх.хх.1906 — капитан 2-го ранга Угрюмов, Алексей Петрович
- 1906—1908 — Бутаков, Александр Григорьевич
- 1908—1910 — Коломейцев, Николай Николаевич
- хх.хх.1910 — хх.хх.1911 — капитан 2-го ранга барон Гревениц, Владимир Евгеньевич
- 11.07.1911 — хх.хх.1911 — капитан 1-го ранга князь Путятин, Николай Сергеевич
- 20.05.1914 — хх.хх.1916 — капитан 2-го ранга Зарин, Александр Сергеевич
- ?—1917 — Киселев, В. А.
- 1917—1919 — капитан 2-го ранга Андросов, Борис Григорьевич
- 1919—? — капитан 1-го ранга Машуков, Николай Николаевич
- июль 1920—1922 — капитан 2-го ранга, капитан 1-го ранга Григорков, Владимир Александрович[10]
- 1922—28 октября 1924 — старший лейтенант Александр Антонович Элленбоген[11]

## Командный состав на момент Цусимского сражения
- Командир: флигель-адъютант ЕИВ капитан 2-го ранга И. И. Чагин
- Старший офицер: капитан 2-го ранга А. П. Дьячков 1-й
- Ревизор: лейтенант Н. П. Кехли
- Минный офицер: лейтенант В. Ф. Григорьев 3-й
- Артиллерийский офицер: лейтенант П. П. Мочалин (убит)
- Старший штурманский офицер: лейтенант Н. М. Григоров
- Младший штурманский офицер: мичман С. И. Соболевский
- Вахтенный начальник: лейтенант Н. П. Саблин 2-й
- Вахтенный начальник: лейтенант Г. Ф. Гильдебрандт 1-й
- Вахтенный офицер: мичман М. М. Поггенполь
- Вахтенный офицер: прапорщик по морской части князь А. П. Чегодаев-Саконский
- Старший судовой механик: подполковник К.И.М. Т. Р. Нейман 2-й
- Младший судовой механик: поручик К.И.М. Н. П. Чистяков
- Младший судовой механик: поручик К.И.М. В. М. Беклешев
- Судовой врач: коллежский асессор В. А. Булатов
- Артиллерийский содержатель: капитан по Адмиралтейству П. П. Яворский 1-й